# 桑福德 (堪薩斯州)
桑福德（Sanford）為一座位在美國堪薩斯州波尼縣的非建制地區。海拔高度626公尺（2,054英尺），聯邦資料處理標準代碼為20-63000，地名資訊系統編號為475840。

## 歷史
此社區的郵政局於1909年2月9日開設，持續到1954年4月15日裁撤為止。